# Зміновіхівство
Змінові́хівство (рос. сменовеховство) — громадсько-політична течія серед російської, переважно емігрантської, інтелігенції. Назва походить від збірки «Зміна віх» (рос. «Смена вех»), виданої у Празі в середині 1921. Головна ідея зміновіхівства — співпраця з Радами задля економічного й культурного відродження, забезпечення цілісності російської держави при невтручанні в політичне життя країни. В широкому сенсі термін «зміновіхівство» застосовується до співпраці з Радами національної інтелігенції й інших народів СРСР (українців, східних народів та ін.).
Проголошення більшовицькою владою програми національно-культурного будівництва в Україні сприяло поширенню ідей зміновіхівства серед української інтелігенції, яка внаслідок поразки в національно-визвольній боротьбі 1918—1920 перебувала на еміграції. Із заявою про визнання радянської влади і підтримку її від імені своїх однодумців виступив у збірці «Борітеся — поборите» (Відень, 1921) М. С. Грушевський. Цю ідею підтримали такі лідери національно-визвольної боротьби, як В. К. Винниченко, А. Ніковський, П. Христюк, М. Чечель. Зміновіхівство підштовхнуло до повернення в Україну значного числа висококваліфікованої інтелігенції, більшість якої у 30-ті роки була репресована і знищена.